# Associatie KU Leuven
De Associatie KU Leuven is een Belgische associatie van hogeronderwijsinstellingen. De leden van de associatie zijn de Katholieke Universiteit Leuven, LUCA School of Arts, Odisee, Thomas More, UC Leuven-Limburg en Hogeschool VIVES.

## Geschiedenis
De Associatie KU Leuven is een vzw die werd opgericht op 10 juli 2002. De partners waren hoger onderwijsinstellingen die reeds vroeger samenwerkten.  De oprichting liep daardoor voorop op het Vlaamse Structuurdecreet van 2004 dat de invoering van de bachelor-masterstructuur regelde. De vzw is erkend als universitaire associatie in de zin van het decreet. In tegenstelling tot de andere associaties in Vlaanderen betreft de Associatie KU Leuven een samenwerking met partners verspreid over Vlaanderen, waar andere associaties eerder een regionale samenwerking bestendigen.
Vanaf 2012 werden de artistieke opleidingen binnen de associatie gegroepeerd in een eigen faculteit, LUCA School of Arts, die niet van de deelnemende instellingen afhangt, maar rechtstreeks onder de associatie ressorteert. Het werd een voortzetting van het reeds bestaande samenwerkingsverband Instituut voor Onderzoek in de Kunsten en groepeert zowel universitaire opleidingen als masteropleidingen aan de hogescholen.
Vanaf 2013 werd de Leuvense universiteit volgens de plannen van de beleidsploeg van KU Leuven-rector Marc Vervenne een universiteit met verschillende campussen verspreid over heel Vlaanderen. De hogescholen staan op die campussen in voor de professionele opleidingen. De KU Leuven verzorgt op die campussen, regionaal verankerd, academisch onderwijs en ontwikkelt daar een eigen onderzoeksprofiel, in nauwe samenhang met de professionele expertise die er voorhanden is. Op die manier kon de universiteit zich ontplooien als een sterk en beweeglijk netwerk.

## Bestuur
Van 2005 tot 2021 was André Oosterlinck voorzitter van de associatie. Sinds 1 januari 2022 neemt Koenraad Debackere deze functie waar.
De Associatie KU Leuven is gevestigd in het Huis Bethlehem in de Schapenstraat in Leuven.

## Leden
De leden van de Associatie KU Leuven zijn:
- KU Leuven
- LUCA School of Arts
- Odisee
- Thomas More
- UC Leuven-Limburg
- Hogeschool Vives

In totaal zijn er meer dan 100.000 studenten ingeschreven bij deze leden.
De studenten van de verschillende instellingen worden lokaal vertegenwoordigd door hun eigen studentenraad. Zij zijn ook verenigd in een overkoepelende studentenraad, de Studentenraad Associatie KU Leuven. Dit maakt hem tot de grootste studentenraad van Vlaanderen en Brussel. Sinds 1 augustus 2022 vervult Robbe Van Leemput de functie van voorzitter van de Studentenraad.  